# Ахмед Деде Мюнеджимбаши
Ахмед Лютфула Деде, наречен Мюнеджимбаши, тоест Глава на астролозите (на турски: Ahmed Dede Müneccimbaşı), е османски астроном, астролог и историк от XVII век. Автор е на история на света, фокусирана върху ислямските династии и особено върху Османската империя.

## Биография
Роден е в 1631 година в македонския град Солун, тогава в Османската империя, днес в Гърция. Баща му Лютфула от Ерегли е търговец на платове. Ахмед Деде обаче отказва да продължи занаята на баща си, каквото е неговото желание, и завършва висше образование. Учи 15 години при Мевлеви дервишите в Солун, а от 1654 година – в мевлевийското училище в Галата, Цариград, при шейх Арзи Деде. Образованието му покрива религиозни теми като Хадитите, както и философия и медицина. Учи също астрология при тогавашния главен астроном Мехмед ефенди.
В 1665 година, след смъртта на Мехмед ефенди, Ахмед Деде е назначен за мюнеджимбаши – главен придворен астролог на султан Мехмед IV. Той използва тази титла като име в по-късните си дела. През ноември 1675 година е повишен в ранг мусахиб-и падишахи (любим събеседник на султана).
През ноември 1687 г., след преврата на еничарите и свалянето на Мехмед ІV, Ахмед Деде Мюнеджимбаши изпада в немилост при новия султан Сюлейман II и е заточен в Египет, където неговият осиновен син Моралъ Хасан паша е губернатор. След няколко години се мести в Медина и Мека, където прекарва останалата част от живота си като шейх в тамошния мавлевийски манастир.
В 1700 година е извикан обратно в Константинопол, за да работи отново като главен астролог, но Ахмед Деде отказва поради старост. Умира на 27 февруари 1702 година в Мека и е погребан близо до гроба на Хадиджа, жената на пророка.

## Трудове

### „Компендиум на страните“
Най-важното дело на Ахмед Деде е Camiu'd – Düvel (Компендиум на страните), написан на арабски език. Докато Ахмед Деде работи като главен астролог, тогавашният велик веик Кара Мустафа паша го инструктира да подготви широкообхватен исторически труд. Компендиумът е завършен, след като Ахмед Деде се оттегля в Мека. В 1705 година, малко след смъртта му, е направено копие на ръкописа. По-късно при султан Ахмед III, великият везир Дамат Ибрахим паша Невшехирли заповядва резюме на компендиума да бъде преведено на турски от комисия, начело с поета Ахмед Недим. Този превод, известен като Sahaif-ül-Ahbar (Страниците на хрониката), е тази част от делата на Ахмед Деде, която може да се смята за напълно публикувана, въпреки че важни части от нея са или изоставени или смлени по преценка на Ахмед Недим. Тази версия е публикувана за пръв път в Кайро в 1868 г. Оригиналният ръкопис, дълго време смятан за изгубен, се пази отчасти в библиотеката на Селимие джамия в Одрин, отчасти в Библиотеката на Топкапъ сарай в Истанбул.
Трудът е световна история, започваща с Адам и завършваща с 1672 година, основана на 72 арабски, персийски и турски източника. Някои от оригиналните източници са загубени. Най-често използваните източници са хрониките на Али ибн ал Асир, Абу ал Фида, Ибн ал Уарди и Ибн Халдун. Предислямските части изглежда са базирани на римски и еврейски източници. В частта за арменската история, Ахмед Деде споменава използването на арменски хроники. Ахмед Деде има достъп и до съвременните му западни източници, тъй като познава отлично италиански и испански от ранните си години в Солун, където е в контакт с доминиращата града сефарадска еврейска ладино говореща общност.
Книгата развива историята на османските турци, но също така представя и по-малките династии и клонове на турците, за които има малко или изобщо няма други източници. Трудът му покрива и други държави, съществували на територията на Османската империя, като разглежда и историята на Вавилон и Асирия, както и на Селевкидите, което не е правено преди в ислямската историография. Също така покрива историята на нетурските народи като франките и арменците. Освен това разглежда историята на Индия и Китай.
В компендиума си Мюнеджимбаши следва метода на ислямската историография на Ибн Халдун за посочване на източниците и подлагането им на критически анализ.

### Коментари на Корана
Важна книга на Мюнеджимбаши е „Хасия“, коментар на интерпретацията на Корана Tafsir al-baydawi al-musamma anwar altanzil wa asrar от Байдави. 

### Поезия
Мюнеджимбаши също така публикува Летаифнаме, сборник с Диван поезия с преводи на анекдоти и мръсна поезия от хомоеротичния персийски сатирик Убаяд Закани. Също така композира Диван на турски на мистични теми под псевдонима Ашък (любовник).

### Други
- Şerh-i kitâb-ı Ahlâk – анотации върху етичната книга на Кади Адудун.
- Talikat 'ala Uklidi – трактат по геометрия.
- Vesilet ül-Vüsûl ilâ Ma'rifet İl-Hamli vel-Mahmûl – науката логика.
- Risale-i Mûsikiyye – трактат по музика.
- Feyz-ül-Harem – представяне на град Мека и околностите му, предназначено предимно за поклонници на Хадж.
- Cayet-ül-Beyân fi Dekaik-i ilm-ül-Beyân – изследване на употребана на метафора.